# Siarczan amonu
Siarczan amonu, nazwa Stocka: siarczan(VI) amonu, (NH
4)
2SO
4 – nieorganiczny związek chemiczny, sól amonowa kwasu siarkowego. Dobrze rozpuszcza się w wodzie.

## Otrzymywanie
Siarczan amonu jest otrzymywany przez rozpuszczanie amoniaku w kwasie siarkowym:
2NH
3 + H
2SO
4 → (NH
4)
2SO
4
Można go też otrzymywać z zawiesiny gipsu poprzez reakcję z amoniakiem i dwutlenkiem węgla, w wyniku czego powstaje też osad węglanu wapnia:
CaSO
4 + H
2O + CO
2 + 2NH
3 → (NH
4)
2SO
4 + CaCO
3↓
Po jego odfiltrowaniu roztwór siarczanu amonu odparowuje się.

## Zastosowanie
- jako nawóz sztuczny[5];
- jako materiał wybuchowy[5];
- do produkcji podtlenku azotu[5];
- w garbarstwie;
- w przemyśle drożdżowym.

Dawniej frakcje białek, które wytrącają się z roztworu pod wpływem 50% siarczanu amonu, nazywano globulinami, a białka pozostające w tych warunkach w roztworze – albuminami.